# Keňa na Letních olympijských hrách 1988
Keňu na Letních olympijských hrách 1988 v jihokorejském Soulu reprezentovalo 74 sportovců (70 mužů a 4 ženy).

## Medailové pozice
| Medaile | Jméno             | Sport    | Disciplína                       |
| ------- | ----------------- | -------- | -------------------------------- |
| Zlato   | Paul Ereng        | Atletika | Muži běh na 800 m                |
| Zlato   | Peter Rono        | Atletika | Muži běh na 1 500 m              |
| Zlato   | John Ngugi        | Atletika | Muži běh na 5 000 m              |
| Zlato   | Julius Kariuki    | Atletika | Muži 3 000 m překážek            |
| Zlato   | Robert Wangila    | Box      | muži váha lehká střední do 67 kg |
| Stříbro | Peter Koech       | Atletika | Muži 3 000 m překážek            |
| Stříbro | Douglas Wakiihuri | Atletika | Muži maraton                     |
| Bronz   | Kipkemboy Kimeli  | Atletika | Muži běh na 10 000 m             |
| Bronz   | Chris Sande       | Box      | muži váha střední do 75 kg       |